# Diocesi di Zama Minore
La diocesi di Zama Minore  (in latino Dioecesis Zamensis Minor) è una sede soppressa e sede titolare della Chiesa cattolica.

## Territorio
Zama Minore, di incerta identificazione, è un'antica sede episcopale della provincia romana dell'Africa Proconsolare, suffraganea dell'arcidiocesi di Cartagine. Tuttavia l'esistenza di una località con questo nome è ritenuta solo ipotetica.
Esistevano nell'Africa Proconsolare due diocesi Zamensis. Spesso i vescovi firmavano gli atti dei concili ai quali partecipavano senza specificare ulteriormente la propria sede di appartenenza. Per cui i vescovi attribuiti a questa diocesi, potrebbero appartenere anche all'omonima diocesi di Zama Maggiore. È il caso del vescovo Marcello, che prese parte al concilio di Cartagine convocato il 1º settembre 256 da san Cipriano per discutere della questione relativa alla validità del battesimo amministrato dagli eretici, e figura al 53º posto nelle Sententiae episcoporum, nelle quali è indicato semplicemente come "vescovo di Zama", senza ulteriori indicazioni.
Alla conferenza di Cartagine del 411, che vide riuniti assieme i vescovi cattolici e donatisti dell'Africa romana, presero parte il cattolico Dialogo e il donatista Montano. Questi vescovi appartenevano alla diocesi di Zama Regia (Zama Maggiore), come attesta l'edizione critica degli atti della conferenza.
Dal 1933 Zama Minore è annoverata tra le sedi vescovili titolari della Chiesa cattolica; dal 10 settembre 2011 il vescovo titolare è Barthélemy Adoukonou, segretario emerito del Pontificio consiglio della cultura.

## Cronotassi

### Vescovi
- Marcello ? † (menzionato nel 256)

### Vescovi titolari
- Francisco Panal Ramírez, O.F.M.Cap. † (20 dicembre 1965 - 13 agosto 1970 deceduto)
- Gustave Joseph Bouve, C.S.Sp. † (1º settembre 1970 - 4 marzo 1971 dimesso)
- José María Setién Alberro † (18 settembre 1972 - 16 febbraio 1979 nominato vescovo di San Sebastián)
- Carmelo Juan Giaquinta † (11 marzo 1980 - 16 giugno 1986 nominato vescovo di Posadas)
- Alfonso Cabezas Aristizábal, C.M. (22 aprile 1988 - 13 maggio 1992 nominato vescovo coadiutore di Villavicencio)
- Elio Sgreccia † (5 novembre 1992 - 20 novembre 2010 nominato cardinale diacono di Sant'Angelo in Pescheria)
- Barthélemy Adoukonou, dal 10 settembre 2011